# Kim Min-jae (actor nacido en 1979)
Kim Min-jae (en hangul, 김민재); nacido el 20 de marzo de 1979) es un actor surcoreano. Protagonizó series de televisión como Reset (2014), Spy (2015), The Village: Achiara's Secret (2015) y Feel Good to Die (2018).

## Carrera
Tras debutar en el año 2000 como parte de una pequeña compañía de teatro en Daegu, Kim decidió probar suerte en Seúl. Mientras estaba en el set de Milyang (2007), de Lee Chang-dong, se inspiró para tomar el examen de ingreso a la Universidad Nacional de Artes de Corea para estudiar dirección cinematográfica. Cuando se graduó, Kim se dio cuenta de que dirigir no era para él y reanudó su carrera como actor. Después de algunos papeles menores en Jakeun yeonmot (2010), Poesía (2010) y Gancheop (2012), Kim ganó reconocimiento por su interpretación de un detective incorruptible en el drama criminal de Ryoo Seung-wan Budanggeorae (2010). Después de más papeles secundarios en éxitos de taquilla como Oda a Mi Padre (2014), The King (2016) y The Battleship Island (2017), así como apariciones en películas aclamadas por la crítica The Truth Beneath (2015) y Mothers (2018), Kim se unió al elenco principal de la película de acción criminal Unstoppable, del escritor y director novel Kim Min-ho, junto con Don Lee y Song Ji-hyo.

## Filmografía

### Películas
| Año  | Título                                 | Papel                                   | Notas         |
| ---- | -------------------------------------- | --------------------------------------- | ------------- |
| 2007 | Milyang                                | Voluntario de oración al aire libre     |               |
| 2008 | Fate                                   | Camarero en la habitación de Mi-jin     |               |
| 2008 | El bueno, el malo y el raro            | Miembro del grupo Gwi                   |               |
| 2010 | A Little Pond                          | Policía                                 |               |
| 2010 | I Came from Busan                      | Woo-chan                                |               |
| 2010 | The Unjust                             | Detective Lee                           |               |
| 2010 | Poesía                                 | Detective Kim                           |               |
| 2011 | Moby Dick                              | Kim Yong-sung                           |               |
| 2011 | El gato                                | Administrador de rescate de animales    |               |
| 2011 | Countdown                              | Personal de oficina                     |               |
| 2011 | Sector 7                               | Piloto de helicóptero                   |               |
| 2011 | Perfect Game                           | Bong-soo                                |               |
| 2011 | SIU                                    | Lee Jae-wi                              |               |
| 2012 | Helpless                               | Dong-woo                                |               |
| 2012 | Mr. XXX-Kisser                         | Usurero                                 |               |
| 2012 | Deranged                               | Detective Park                          |               |
| 2012 | The Spies                              | Hombre sospechoso                       |               |
| 2012 | 26 Years                               | Oficial de policía                      |               |
| 2013 | How to Use Guys with Secret Tips       | Asistente de dirección Jo Seung-hwan    |               |
| 2013 | The Suspect                            | Reportero Joo                           |               |
| 2013 | Commitment                             | Agente norcoreano                       |               |
| 2014 | The Fatal Encounter                    | Choi Se-bok                             |               |
| 2014 | Un monstruo en mi puerta               | Jun-ho, colega de Young-nam             |               |
| 2014 | No Tears for the Dead                  | Líder del equipo del parque             |               |
| 2014 | Oda a Mi Padre                         | Yoon Do-Joo                             |               |
| 2015 | The Shameless                          | Min Young-ki                            |               |
| 2015 | Por encima de la ley                   | Oficial de policía a cargo del caso     |               |
| 2015 | The Beauty Inside                      | Woo-jin                                 |               |
| 2015 | The Exclusive: Beat the Devil's Tattoo | Reportero Choi                          |               |
| 2016 | The Truth Beneath                      | Secretario general                      |               |
| 2017 | The King                               | Reportero Baek                          |               |
| 2017 | Yongsoon                               | Profesor de música                      |               |
| 2017 | The Battleship Island                  | Song Jong-goo                           |               |
| 2017 | Memoir of a Murderer                   | Fiscal                                  | Cameo         |
| 2018 | Psychokinesis                          | CEO Min                                 |               |
| 2018 | Mothers                                | Kyung-taek                              |               |
| 2018 | Unstoppable                            | Gomsajang                               |               |
| 2019 | Money                                  | Yoon Min-joon                           |               |
| 2019 | Jo Pil-ho: el despertar de la ira      | Oficial de Asuntos Internos Kim Min-jae |               |
| 2019 | Birthday                               | Oficial del Servicio de Inmigración 1   | Cameo         |
| 2019 | Start-Up                               | Kwak Sung-Moo                           |               |
| 2020 | Peninsula                              | Sargento Hwang                          |               |
| 2021 | The Asian Angel                        | Jung-woo                                | [ 5 ]         |
| 2022 | The Contorted House                    | Hyeon-min                               | [ 6 ] [ 7 ]   |
| 2022 | Delusion                               | Seok-ho                                 | [ 8 ]         |
| 2022 | Hansan: Rising Dragon                  | Lee Eon-ryang                           | [ 9 ]         |
| 2023 | The Devil's Deal                       | Jang-ho                                 |               |
| 2023 | The Roundup: No Way Out                | Kim Man-jae                             | [ 10 ]        |
| 2023 | Cobweb                                 | Chief Kim                               | [ 11 ]        |
| 2024 | The Roundup: Punishment                | Kim Man-jae                             | [ 12 ]        |
| 2024 | Firefighters                           | Shin Yong-tae                           | [ 13 ] [ 14 ] |

### Series de televisión
| Año     | Título                                 | Papel                   | Notas                 | Ref.   |
| ------- | -------------------------------------- | ----------------------- | --------------------- | ------ |
| 2012    | Arang y el Magistrado                  | Geo-deol                |                       |        |
| 2014    | Three Days                             | Hwang Yoon-jae          |                       |        |
| 2014    | Big Man                                | Fiscal Yong             |                       |        |
| 2014    | Reset                                  | Detective Park          |                       |        |
| 2015    | Spy                                    | Song Joong-hyeok        |                       |        |
| 2015    | The Village: Achiara's Secret          | Inspector Han           |                       |        |
| 2016    | Uncontrollably Fond                    | Actor                   |                       |        |
| 2017    | Queen of Mystery                       | Lee Dong-ki             |                       |        |
| 2017-18 | Bad Guys: City of Evil                 | Detective Hwang Min-gab |                       |        |
| 2018    | Feel Good to Die                       | Park Yoo-deok           |                       |        |
| 2019    | The Fiery Priest                       | Lee Joong-kwon          |                       |        |
| 2019    | My Fellow Citizens!                    | Kim Nam-hwa             |                       |        |
| 2020    | The Cursed                             | Lee Hwan                |                       |        |
| 2022-23 | Shadow Detective                       | Detective Han           | Serie web, temp. 1-2  | [ 15 ] |
| 2022-23 | La gran apuesta                        | Ahn Chi-young           | Serie web, partes 1-2 | [ 16 ] |
| 2024    | Nothing Uncovered                      | Joo Young-seok          |                       | [ 17 ] |
| 2024    | Uncle Samsik                           | Yoo Yeon-cheol          | Serie web             | [ 18 ] |
| 2024    | Lee, el agente de libertad condicional | Seo Dong-hoon           |                       | [ 19 ] |

### Películas de televisión
| Año  | Título                          | Papel   | Cadena |
| ---- | ------------------------------- | ------- | ------ |
| 2014 | Drama Special: The Final Puzzle | Tae-sik | KBS2   |